# Якушев, Сергей Ильич
Сергей Ильич Якушев (25 сентября 1910, Астрахань — 30 апреля 1995, Баку) — советский деятель театра и кино. Актёр и директор (1959—1968) Азербайджанского русского драматического театра. Народный артист Таджикской ССР (1945), народный артист Азербайджанской ССР (1959).

## Биография
Родился в 1910 году в Астрахани. Учился в Теавузе (окончил в 1933 году). Также учился в музыкально-литературной студии А. Д. Дикого. В 1931—1934 годах служил в театрах Москвы. В 1935 году перебрался в ленинградский БДТ, в который в следующем году в качестве главного режиссёра пришёл А. Д. Дикий. После ареста режиссёра «диковцы» покинули БДТ и основали Сталинабадский русский драматический театр. В этом театре актёр служил в 1937—1946 годах. Среди ролей — Годун («Разлом»), Ванюшин («Дети Ванюшина»), Фёдор («Нашествие»). Член КПСС с 1942 года.
В 1946—1948 годах играл в Иркутском областном драматическом театре.
С 1948 года и до конца жизни — актёр Азербайджанского русского драматического театра им. Самеда Вургуна, а в 1959—1968 годах — также директор этого театра. Известен как исполнитель роли В. И. Ленина в нескольких спектаклях театра.
Также исполнял роли Карандышева («Бесприданница»), Протасова («Живой труп»), Алибея («Вагиф» Вургуна), Оптимистенко («Баня») и др.
Был избран депутатом Верховного Совета Азербайджанской ССР 6-8 созывов.
Умер в Баку в 1995 году.

## Семья
Жена — актриса Валентина Русанова, играла с мужем в Сталинабадском русском драматическом театре.

## Фильмография
- 1956 — Чёрные скалы — русский нефтяник